# Anthony Recker
Anthony Vito Recker (Allentown, 29 agosto 1983) è un giocatore di baseball statunitense, di ruolo ricevitore. Dal 10 ottobre 2017 è free agent.

## Minor League (MiLB)
Recker fu selezionato nel 2005 al 18º giro del draft amatoriale MLB come 551ª scelta dagli Oakland Athletics. Nello stesso anno giocò coi Vancouver Canadians A-. Concludendo con .233 alla battuta, .315 in base, 5 fuoricampo, 18 RBI, 16 punti (run: in inglese) e nessuna base rubata in 46 partite. Nel 2006 giocò con i Kane County Cougars A, finì con .287 alla battuta, .358 in base, 14 fuoricampo, 57 RBI, 52 punti e 5 basi rubate in 109 partite.
Nel 2007 giocò con due squadre finendo con .262 alla battuta, .339 in base, 17 fuoricampo, 67 RBI, 55 punti e 2 basi rubate in 114 partite. Nel 2008 con i Midland RockHounds AA chiuse con .274 alla battuta, .346 in base, 11 fuoricampo, 64 RBI, 57 punti e una base rubata in 117 partite.
Nel 2009 giocò con due squadre finendo con .267 alla battuta, .342 in base, 15 fuoricampo, 54 RBI, 41 punti e 2 basi rubate in 94 partite. Nel 2010 giocò con due squadre finendo con .278 alla battuta, .344 in base, 11 fuoricampo, 45 RBI, 44 punti e una base rubata in 91 partite.
Nel 2011 con i Sacramento River Cats AAA chiuse con .287 alla battuta, .388 in base, 16 fuoricampo, 48 RBI, 61 punti e 7 basi rubate in 99 partite. Nel 2012 giocò con tre squadre finendo con .261 alla battuta, .352 in base, 10 fuoricampo, 33 RBI, 31 punti e 3 basi rubate in 59 partite.
Nel 2013 giocò con i Las Vegas 51s AAA finendo con .400 alla battuta, .500 in base, un fuoricampo, 4 RBI, 3 punti e nessuna base rubata in 5 partite.

## Major League (MLB)

### Oakland Athletics (2011-2012)
Debuttò nella MLB il 25 agosto 2011 con gli Athletics, contro i New York Yankees. Chiuse la stagione con .176 alla battuta, .333 in base, nessun fuoricampo, 3 punti, nessuna base rubata, 44 eliminazioni, un assist e un errore da ricevitore in 6 partite di cui 5 da titolare. Nel 2012 finì con .129 alla battuta, .250 in base, nessun fuoricampo 3 punti, nessuna base rubata, 57 eliminazioni di cui 2 doppie e 4 assist in 13 partite di cui 9 da titolare.

### Chicago Cubs (2012)
Il 27 agosto 2012 gli Athletics scambiarono Anthony Recker con i Chicago Cubs, in cambio del ricevitore Blake Lalli. Con i Cubs giocò in 9 partite di cui 4 da titolare chiudendo con .167 alla battuta, .286 in base, un fuoricampo, 4 RBI, un punto, nessuna base rubata, 34 eliminazioni di cui 3 doppie, 4 assist e un errore da ricevitore.

### New York Mets (2013-2015)
Il 25 ottobre 2012 venne preso dagli svincolati dai New York Mets, il 19 agosto 2013 venne assegnato ai Las Vegas 51s nella Minor League. Il 27 dello stesso mese venne promosso in prima squadra. Chiuse con .215 alla battuta, .280 in base, 6 fuoricampo, 19 RBI, 17 punti, nessuna base rubata, 289 eliminazioni di cui 2 doppie, 17 assist e 3 errori da ricevitore in 50 partite di cui 34 da titolare.
Il 12 aprile 2014 contro i Los Angeles Angels nel 13° inning sul risultato di 6-6 realizzò il fuoricampo decisivo per il sorpasso. Chiuse la partita con 5 apparizioni al piatto, 2 valide, 3 RBI, un punto con il fuoricampo, una base concessa e 2 strikeout con .222 alla battuta. Il 6 novembre 2015 divenne free agent.

### Cleveland Indians (2015)
Il 27 novembre 2015, Recker firmò un contratto di minor league con i Cleveland Indians, includendo un invito allo spring training 2016. Partecipò a 19 partite in AAA con i Columbus Clippers, non partecipando mai in Major League con la squadra di Cleveland.

### Atlanta Braves (2016-2017)
Il 9 maggio 2016 Recker fu scambiato dagli Indians con gli Atlanta Braves, in cambio compenso monetario, e assegnato in Triple A con i Gwinnett Braves. I Braves promossero Recker in major league dopo l'infortunio del ricevitore della squadra Tyler Flowers.

### Minnesota Twins (2017)
Il 24 luglio 2017 i Braves scambiarono Recker, assieme al compagno di squadra Jaime García, con i Minnesota Twins, in cambio del lanciatore Huascar Ynoa. Fu assegnato in tripla A ai Rochester Red Wings il 27 luglio. Terminò la stagione 2017 non avendo registrato alcuna presenza in Major League con la squadra di Minneapolis. Il 10 ottobre divenne free agent.

## Palmarès
- (1)MiLB.Com Organization All-Star (2011)
- (1) Mid-Season All-Star della Pacific Coast League "PCL" (2011)
- (1) Giocatore della settimana della PCL (29 giugno 2015)
- (1) Post-Season All-Star della PCL (2011)
- (1) Mid-Season All-Star della Texas League "TEX" (2008)
- (1) Mid-Season All-Star della California League "CAL" (2007)
- (1) Mid-Season All-Star della Midwest League "MID" (2006).